# Johann Baptist Čžjžek
Johann Baptist Anton Karl Čžjžek (též uváděn jako Czjzek nebo Cžižek) (25. května 1806 Jirny, Rakouské císařství – 17. července 1855 Atzgersdorf (Liesing)) byl první profesionální český geolog.

## Život
Studoval na gymnáziu v Litomyšli, Praze a Vídni. Maturoval v roce 1825, poté působil jako praktikant Nejvyššího úřadu pro mincovnictví a hornictví ve Vídni. V dalších letech studoval na báňské a lesnické akademii v Banské Štiavnici. Dále pracoval v Příbrami na báňském ředitelství.
V letech 1837–1838 vedl geologické práce ve východních Alpách, jejichž cílem bylo nalezení uhlí. Byl také vedoucím geologického a paleontologického výzkumu u Vídně.
Zabýval se rovněž geologickým mapováním jižních Čech, jako první objevil u Českých Budějovic antracit.

## Rodina
Johann Baptist Čžjžek byl otcem podnikatele Johanna Czjzka von Smidaich (1841–1925) a strýcem Georga Haase z Hasenfelsu, kteří spolu vybudovali úspěšnou značku porcelánu Haas & Czjzek v Horním Slavkově.